# Remodeling Her Husband
Remodeling Her Husband é um filme mudo norte-americano de 1920, do gênero comédia. Este foi o primeiro filme dirigido por Lillian Gish. Remodeling Her Husband é considerado perdido.

## Elenco
- Dorothy Gish ... Janie Wakefield
- James Rennie ... Jack Valentine
- Marie Burke ... Mrs. Wakefield
- Downing Clarke ... Mr. Wakefied
- Frank Kingdon ... Mr. Valentine
- Mildred Marsh